# Les Isles-Bardel
Les Isles-Bardel – miejscowość i gmina we Francji, w regionie Normandia, w departamencie Calvados.
Według danych na rok 1990 gminę zamieszkiwały 42 osoby, a gęstość zaludnienia wynosiła 7 osób/km² (wśród 1815 gmin Dolnej Normandii Les Isles-Bardel plasuje się na 843. miejscu pod względem liczby ludności, natomiast pod względem powierzchni na miejscu 799.).